# إساياس بيمنتل
إساياس بيمنتل (بالإسبانية: Isaías Pimentel) هو لاعب كرة مضرب فنزويلي، ولد في 16 فبراير 1933 في كوراساو في مملكة هولندا، وتوفي في 26 يونيو 2017.

## وصلات خارجية
- إساياس بيمنتل على موقع رابطة محترفي التنس (الإنجليزية)
- إساياس بيمنتل على موقع الاتحاد الدولي لكرة المضرب (الإنجليزية)
- إساياس بيمنتل على موقع كأس ديفيز (الإنجليزية)
- إساياس بيمنتل على موقع أرشيف التنس.كوم (الإنجليزية)
- إساياس بيمنتل على موقع بطولة ويمبلدون (الإنجليزية)
- إساياس بيمنتل على موقع خلاصة التنس.كوم (الإنجليزية)